# Liste der Biografien/Garv
Liste der Biografien |
Portal Biografien |
Personensuche
# |
A |
B |
C |
D |
E |
F |
G |
H |
I |
J |
K |
L |
M |
N |
O |
P |
Q |
R |
S |
T |
U |
V |
W |
X |
Y |
Z |
?
 
Ga |
Gb |
Gc |
Gd |
Ge |
Gf |
Gh |
Gi |
Gj |
Gk |
Gl |
Gm |
Gn |
Go |
Gp |
Gq |
Gr |
Gs |
Gu |
Gv |
Gw |
Gy |
Gz
 
Gaa |
Gab |
Gac |
Gad |
Gae |
Gaf |
Gag |
Gah |
Gai |
Gaj |
Gak |
Gal |
Gam |
Gan |
Gao |
Gap |
Gaq |
Gar |
Gas |
Gat |
Gau |
Gav |
Gaw |
Gax |
Gay |
Gaz
 
Gara |
Garb |
Garc |
Gard |
Gare |
Garf |
Garg |
Garh |
Gari |
Gark |
Garl |
Garm |
Garn |
Garo |
Garp |
Garr |
Gars |
Gart |
Garu |
Garv |
Garw |
Gary |
Garz
Die Liste der Biografien führt alle Personen auf, die in der deutschsprachigen Wikipedia einen Artikel haben. Dieses ist eine Teilliste mit 41 Einträgen von Personen, deren Namen mit den Buchstaben „Garv“ beginnt.

## Garv

### Garva
- Garvan, Francis Patrick (1875–1937), US-amerikanischer Jurist und langjähriger Präsident der „Chemical Foundation“
- Garvanliev, Vasil (* 1984), nordmazedonischer Pop-Sänger
- Garvarentz, Georges (1932–1993), armenisch-französischer Komponist und Arrangeur

### Garve
- Garve, Carl Bernhard (1763–1841), deutscher evangelischer Theologe und Kirchenlieddichter
- Garve, Christian (1742–1798), deutscher Philosoph
- Garve, Eckhard (1954–2020), deutscher Botaniker
- Garve, Heinrich (1845–1900), deutscher Zigarrenarbeiter und Sozialdemokrat
- Garve, Roland (* 1955), deutscher Zahnmediziner und EthnologeRoland Garve (* 1955)

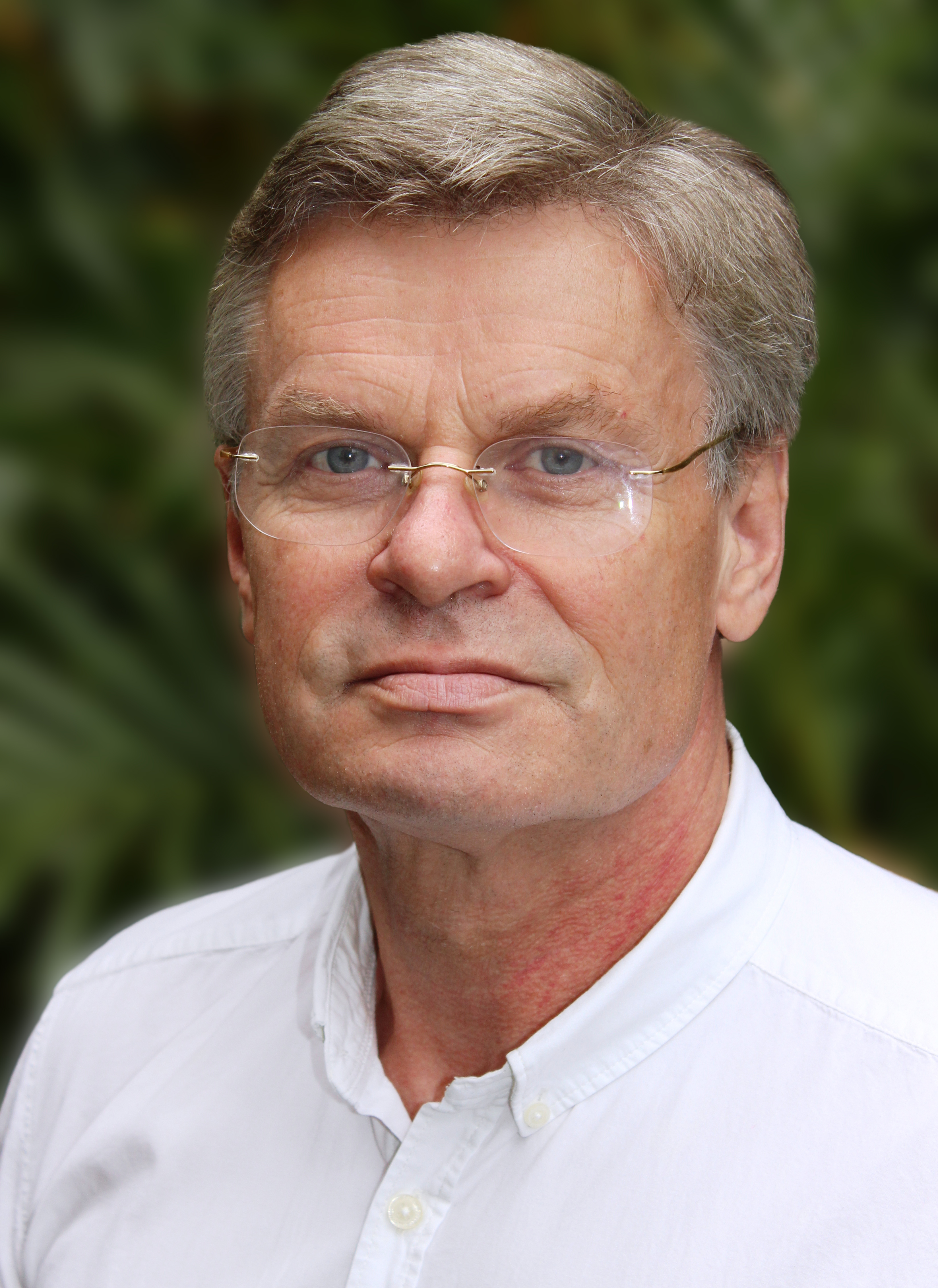
Roland Garve (* 1955)

- Garvelmann, Wolfgang (1924–2012), deutscher anthroposophischer Arzt und Heilpädagoge
- Garvens, Emil (1853–1921), deutscher Unternehmensgründer, Ingenieur, Pumpen-Fabrikant und Verbandsfunktionär
- Garvens, Erwin (1883–1969), deutscher Jurist, Verwaltungsbeamter und Schriftsteller
- Garvens, Fritz (1934–2020), deutscher Gymnasiallehrer und Heimatforscher
- Garvens, Herbert von (1883–1953), deutsch-dänischer Galerist
- Garvens, Michael (* 1958), deutscher Manager
- Garvens, Oskar (1874–1951), deutscher Bildhauer, Zeichner und politischer Karikaturist
- Garvens, Wilhelm (1815–1897), deutscher Bühnen- und Konzertsänger, Tenor, Gesangslehrer, Dirigent und Freimaurer
- Garvens, Wilhelm (1841–1913), deutscher Kaufmann und Unternehmer
- Garver, Kathy (* 1945), US-amerikanische Schauspielerin und Synchronsprecherin
- Garver, Lori (* 1961), US-amerikanische Verwaltungsbeamtin, stellvertretende Leiterin der NASA
- Garver, Milton Stahl (1879–1937), US-amerikanischer Romanist
- Garver, Mitch (* 1991), US-amerikanischer Baseballspieler
- Garvey, Amy Jacques (1895–1973), US-amerikanische Journalistin, Vorkämpferin der panafrikanischen Bewegung
- Garvey, Damien, australischer Schauspieler
- Garvey, Dan Edward (1886–1974), US-amerikanischer Politiker
- Garvey, Guy (* 1974), englischer Musiker und Sänger
- Garvey, Liam (* 1973), US-amerikanischer Eishockeyspieler
- Garvey, Marcus (1887–1940), jamaikanischer Journalist und Panafrikanist
- Garvey, Rea (* 1973), irischer Sänger und GitarristRea Garvey (* 1973)

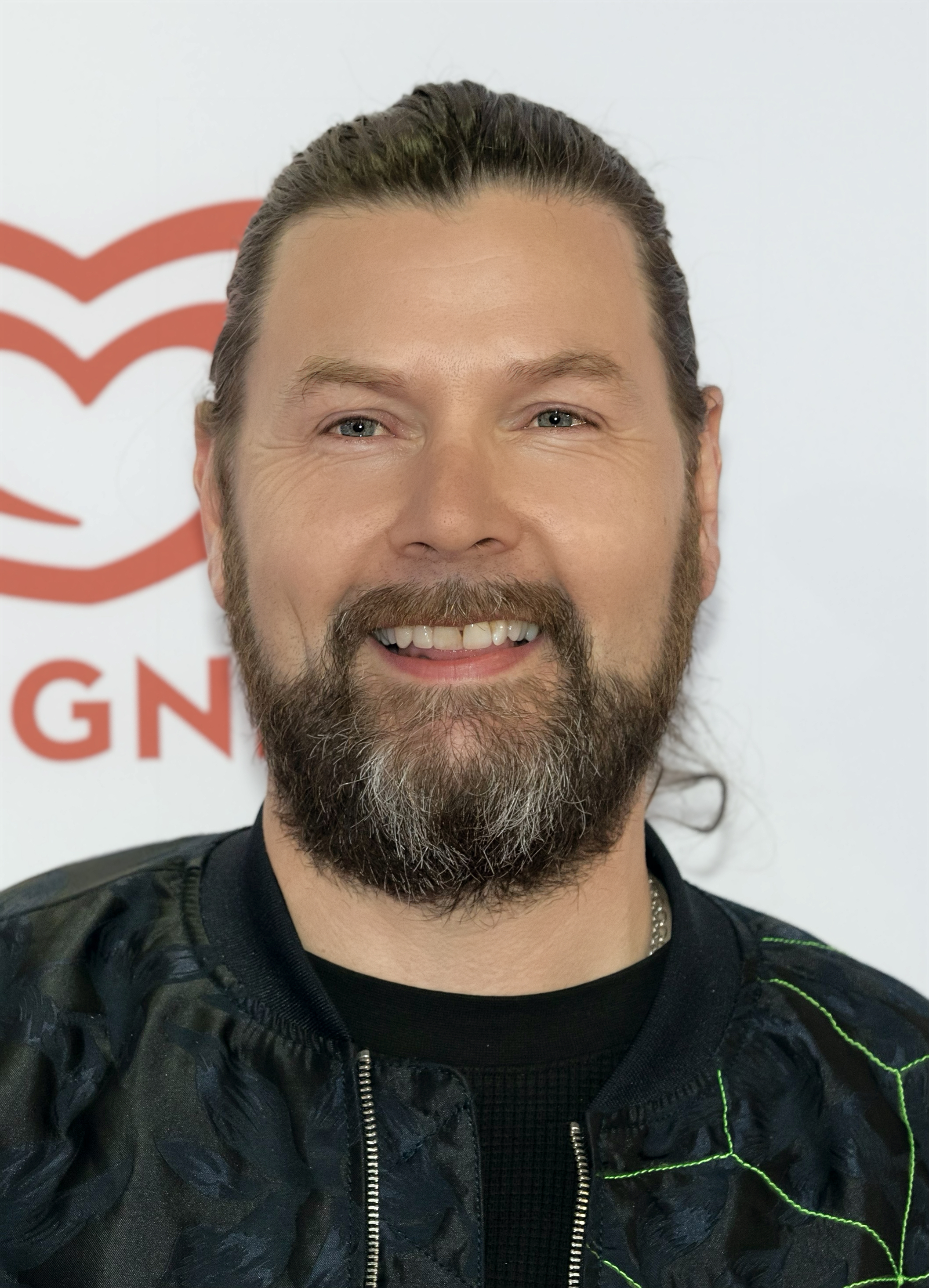
Rea Garvey (* 1973)

- Garvey, Ronald Herbert (1903–1991), britischer Kolonialgouverneur
- Garvey, Steve (* 1948), US-amerikanischer Baseballspieler und Politiker
- Garvey, Terence (1915–1986), britischer Diplomat und Regierungsbeamter, Botschafter in Jugoslawien und der Sowjetunion sowie Hochkommissar in Indien

### Garvi
- Garvie, Alfred Ernest (1861–1945), britischer kongregationalistischer Theologe
- Garvie, Valentín (* 1973), argentinischer Trompeter
- Garvin, Anita (1906–1994), US-amerikanische Schauspielerin
- Garvin, Clint, US-amerikanischer Jazzmusiker
- Garvin, David A. (1952–2017), US-amerikanischer Wirtschaftswissenschaftler
- Garvin, James Louis (1868–1947), britischer Verleger
- Garvin, Lucius F. C. (1841–1922), US-amerikanischer Politiker und Gouverneur des Bundesstaates Rhode Island (1903–1905)
- Garvin, Ron (* 1945), kanadischer Wrestler
- Garvin, Thomas (1943–2024), irischer Politikwissenschaftler und Hochschullehrer
- Garvin, William Swan (1806–1883), US-amerikanischer Politiker